# Leptobrachium montanum
Leptobrachium montanum é uma espécie de anfíbio da família Megophryidae.
Pode ser encontrada nos seguintes países: Indonésia, Malásia e Brunei.
Os seus habitats naturais são: florestas subtropicais ou tropicais húmidas de baixa altitude, montanes e rios.
Está ameaçada por perda de habitat.